# De Zeven Provinciën (1665)

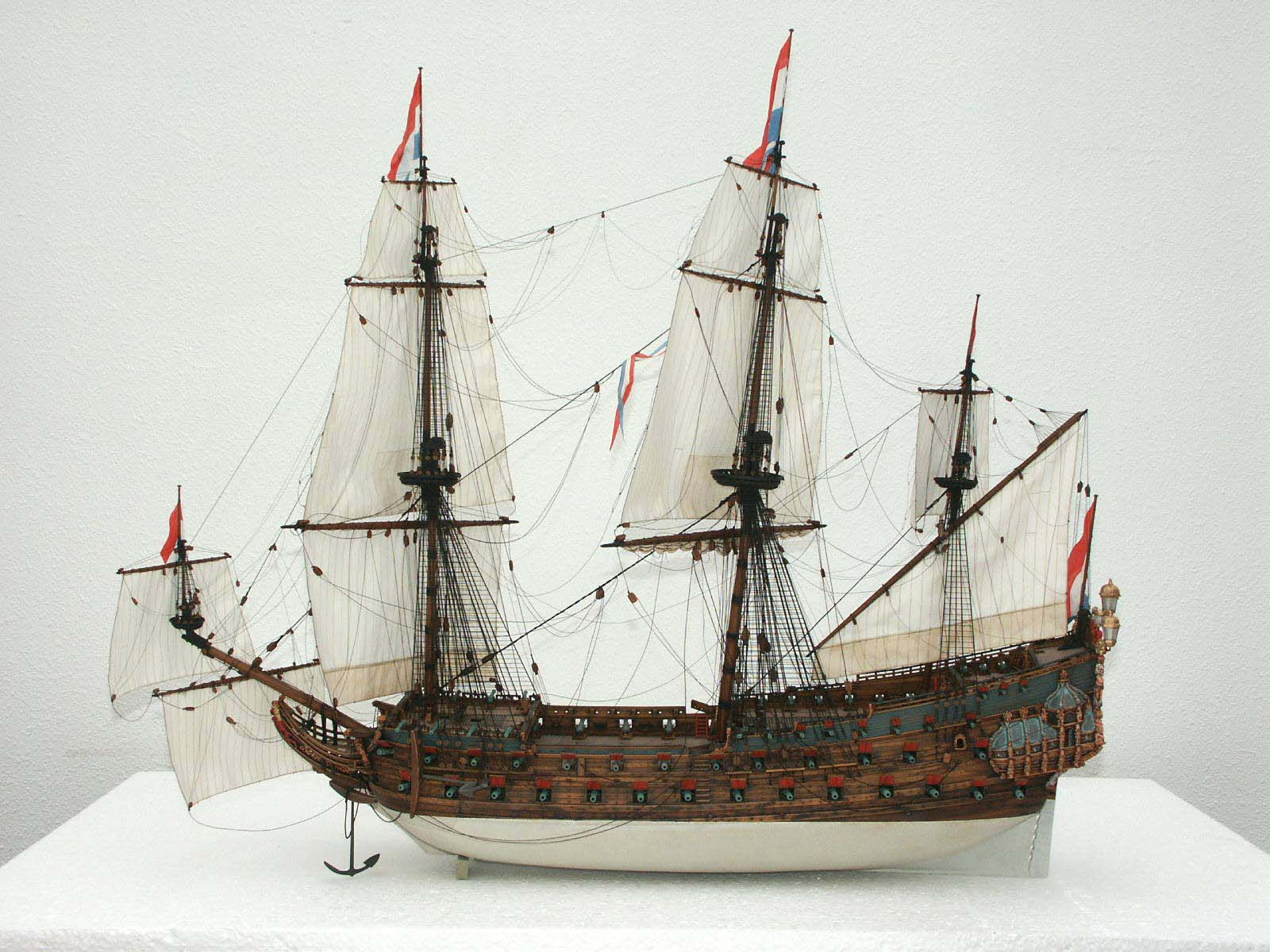
A De Zeven Provincien makettje

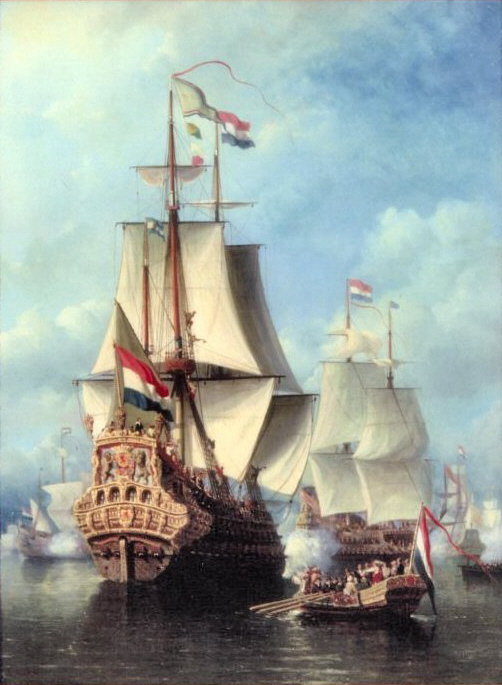
Cornelis de Witt, valamint Michiel de Ruyter és több más holland admirális a De Zeven Provincien fedélzetén 1667 júniusában

A De Zeven Provincien (Hét Tartomány) holland sorhajó nevét az tette híressé, hogy a második és a harmadik angol–holland háborúban (1665–1667, illetve 1672–1674) ez volt Michiel de Ruyter admirális zászlóshajója.

## Műszaki jellemzői
- vízkiszorítása mintegy 1600 t;
- hossza 46,14 m;
- szélessége 12,14 m;
- merülése 4,74 m;
- vitorla: 18 db;
- a vitorlák összesített felülete 2250 m²;
- legénysége: 420 fő;
- fegyverzete: 80 bronzágyú.

## Története
A két ütegfedélzetes, háromárbócos vitorlást 1665-ben építették Delfshavenben. Egyedi sajátosságként alsó ütegfedélzete a szokásosnál magasabban volt a vízvonal fölött, ezért a lőrések ajtóit akkor sem kellett lezárni, ha a tenger erősen hullámzott. 1692-ben a második francia–holland háborúban a francia  flottával vívott barfleuri ütközetben annyira súlyos károkat szenvedett, hogy 1694-ben lebontották.
De Ruyterre emlékezve a holland hajóhadban rendszeresen De Zeven Provinciennek neveznek el egy-egy hadihajót.